# Thomas Nelson junior

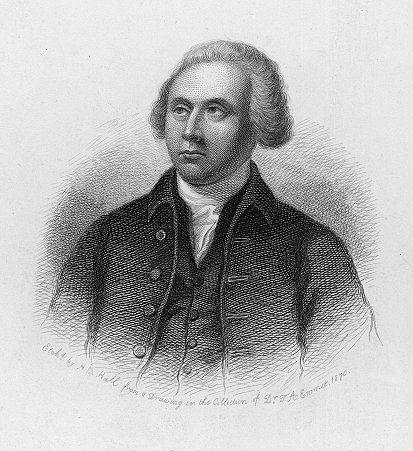
Thomas Nelson

Thomas Nelson junior (* 26. Dezember 1738 in Yorktown, Colony of Virginia, Königreich Großbritannien; † 4. Januar 1789 in Hanover County, Virginia) war ein britisch-amerikanischer Pflanzer, Soldat und Politiker. Er vertrat Virginia im Kontinentalkongress und war 1781 der Gouverneur des Commonwealth of Virginia. Nelson wird als einer der Gründerväter der Vereinigten Staaten angesehen.

## Leben
Thomas Nelson Jr. war ein Enkel von Thomas Nelson, einem Auswanderer aus Schottland, der zu den ersten Siedlern in Yorktown gehörte. Sein Vater William Nelson war ebenfalls einer der Führer der Kolonie und für kurze Zeit deren Gouverneur. Nelson wurde in Yorktown geboren und erhielt wie viele Virginianer dieser Zeit in England seine Ausbildung. Er besuchte das Eton College, bevor er ans Trinity College ging. Er graduierte 1760 und kehrte im darauf folgenden Jahr nach Virginia zurück.
Thomas Nelson wurde 1761 zum ersten Mal in das House of Burgesses von Virginia gewählt. Im folgenden Jahr heiratete er Lucy Grymes. (Ihr Onkel mütterlicherseits war Peyton Randolph; ihre Tante väterlicherseits war die Mutter von Henry Lee.) Ihr gemeinsamer Sohn Hugh Nelson (1768–1836) wurde später Abgeordneter im Kongress der Vereinigten Staaten.
Als 1774 der Unabhängigkeitskrieg näher kam, entließ der königliche Gouverneur John Murray die Burgesses. Nelson war Teilnehmer des Rebellenkongresses, der als Reaktion darauf zusammen trat. Er unterstützte Bewegungen, Widerstand gegen den Boston Port Act zu leisten. Im Folgejahr war er eine aktive Stimme in der Reorganisierung der Miliz außerhalb der königlichen Kontrolle und loyalistischer Einflüsse. Er wurde zum Oberst des 3. Virginia Regiments ernannt, lehnte den Posten jedoch ab, als er wenig später in den Kontinentalkongress gewählt wurde.
Nelsons erste Amtszeit im Kongress dauerte bis 1777, als ein Krankheitsanfall ihn zwang, sich zurückzuziehen. Obwohl er weiterhin Mitglied des Kongresses war, fand er die Zeit heimzukehren und im Frühjahr 1776 eine wichtige Rolle beim Verfassungskongress Virginias zu spielen. Er kehrte rechtzeitig zum Kongress zurück, um die Unabhängigkeitserklärung zu unterzeichnen. Er war kommandierender General der Lower Virginia Miliz und folgte Thomas Jefferson als Gouverneur von Virginia.
Thomas Nelson starb im Hause seines Sohnes im Hanover County und ist auf dem Gnadenfriedhof in Yorktown begraben.
Nach ihm sind Nelson County in Kentucky und Nelson County in Virginia benannt.